# Železniční trať Kroměříž–Zborovice
Železniční trať Kroměříž–Zborovice (v jízdním řádu pro cestující označená číslem 305) je jednokolejná regionální trať s příměstskou osobní dopravou (označovanou jako linka S43) a relativně silnou nákladní dopravou. Trať vede z Kroměříže do Zborovic a měla pokračovat až do Morkovic. Provoz na trati byl zahájen v roce 1881.

## Historie
Po výstavbě a otevření železniční trati Kroměříž–Hulín společností Kroměřížská dráha, která byla uvedena do provozu dne 28. 11. 1880 pokračovala, na popud cukrovaru ve Zborovicích, stavbou tratě Kroměříž–Zborovice. Dráha do Zborovic byla slavnostně otevřena dne 23. 10. 1881 a následujícího dne byl zahájen provoz nákladní dopravy. Osobní doprava byla zahájena dne 1. 11. 1881.
V roce 2010 se trať objevila na seznamu neekonomických tratí, začalo se tedy jednat o jejím zrušení. Ministerstvo dopravy poté rozhodlo, že se trať i přes její ztrátovost rušit nebude, ale Zlínský kraj si ji bude muset pro rok 2011 hradit sám. Okolní obce to přivítaly, i když si někteří starostové přiznali, že trať není moc vytížená; hnutí Kroměřížská dráha zase vidělo v trati potenciál příměstské a turistické tratě.
Od jízdního řádu 2023/24 zajíždějí některé spoje z této trati až do Bystřice pod Hostýnem, zároveň tu byly jednotky 810 nahrazeny modernějšími soupravami Regionova.
Pro jízdní řád 2025/26 je plánována redukce provozu na trati, z 9 párů spojů v pracovní dny (7 o víkendu), na 6 párů, resp. na pouhé 4 páry o víkendu. Z povětšinou dvouhodinového taktu, proloženého ranními spoji, se tak stane čtyřhodinový takt, občas doplněný na dvouhodinový. O víkendu bude odpoledne dokonce šestihodinová pauza (odjezd Os 13912 ze Zborovic ve 13:12, poté Os 13918 v 19:12).[zdroj?]

## Plány a projekty
Už při zahájení provozu se počítalo s tím, že se lokálka napojí na Železniční trať Nezamyslice–Morkovice dostavbou úseku Zborovice - Morkovice o délce 5 km. Trať by tedy vedla z Kroměříže přes Zborovice a Morkovice až do Nezamyslic, propojovala by hlavní trať Brno - Přerov s hlavní tratí Kojetín - Valašské Meziříčí. V roce 1909 byl sepsán protokol o výstavbě trati Morkovice – Zborovice. Spolu s železničním spojením Zdounky – Koryčany (na trati Nemotice–Koryčany) měly tratě propojit město Kroměříž s Brnem.

## Stanice a zastávky

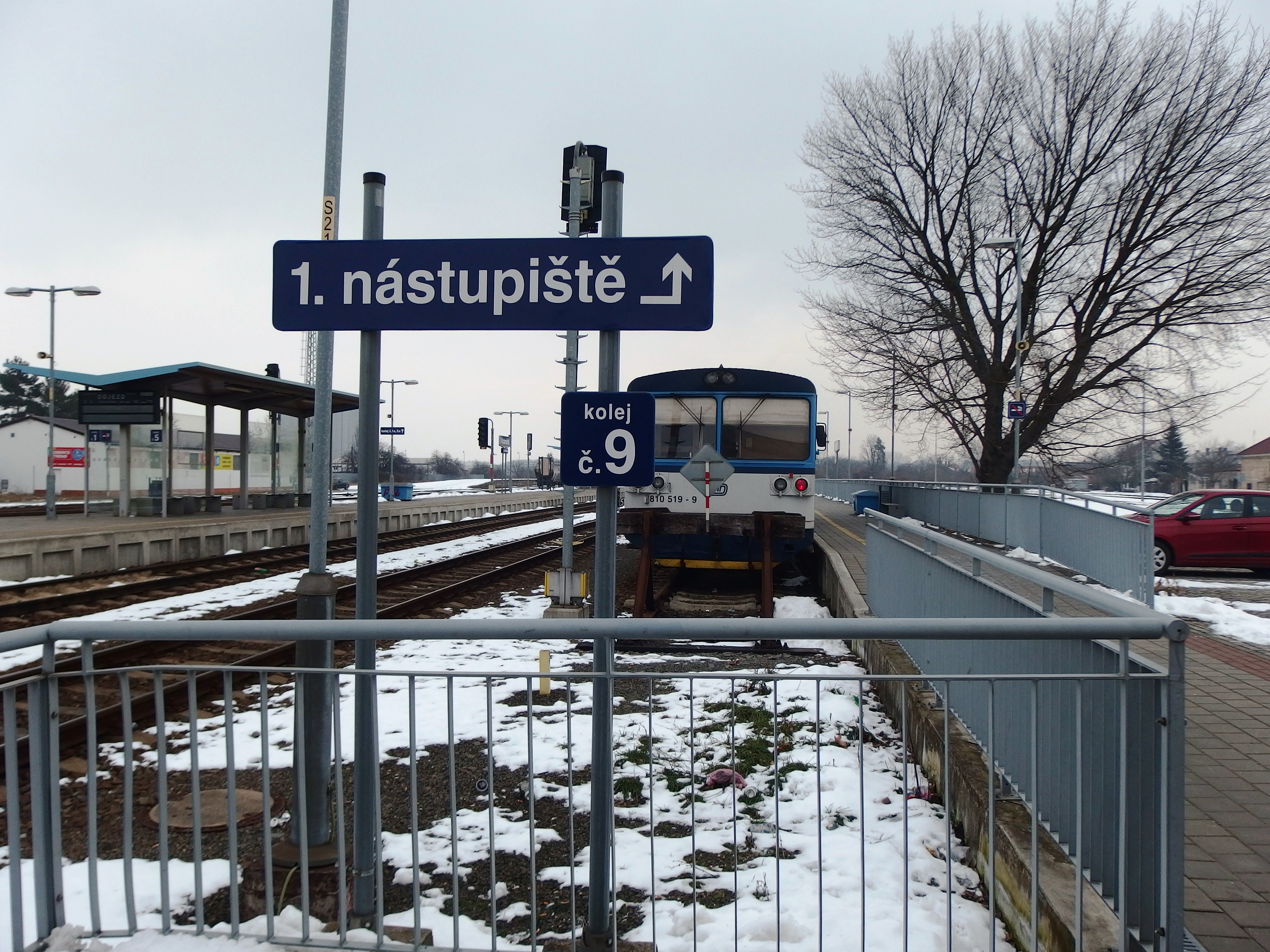
Kroměříž – nástupiště směr Zborovice
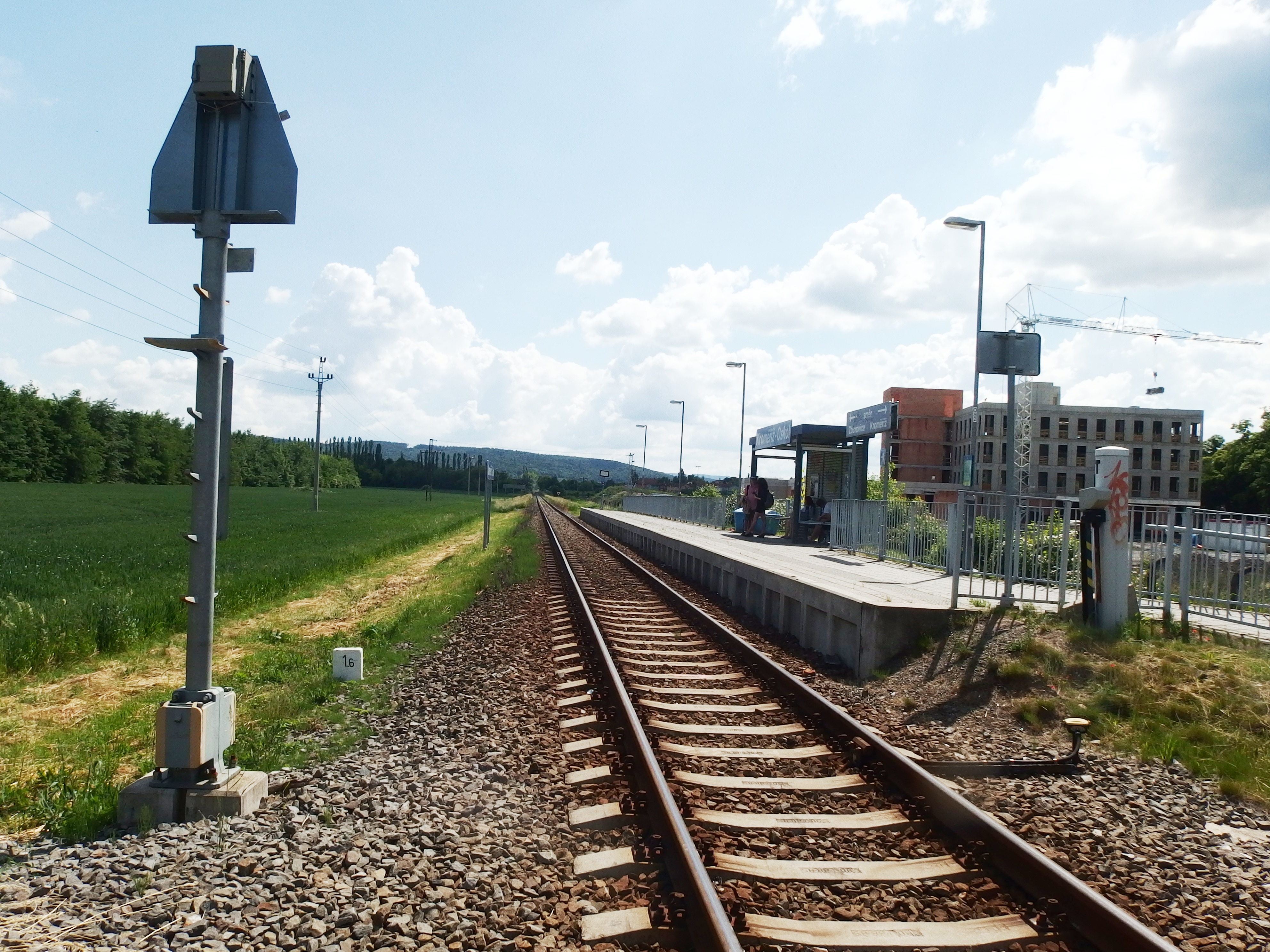
Kroměříž-Oskol
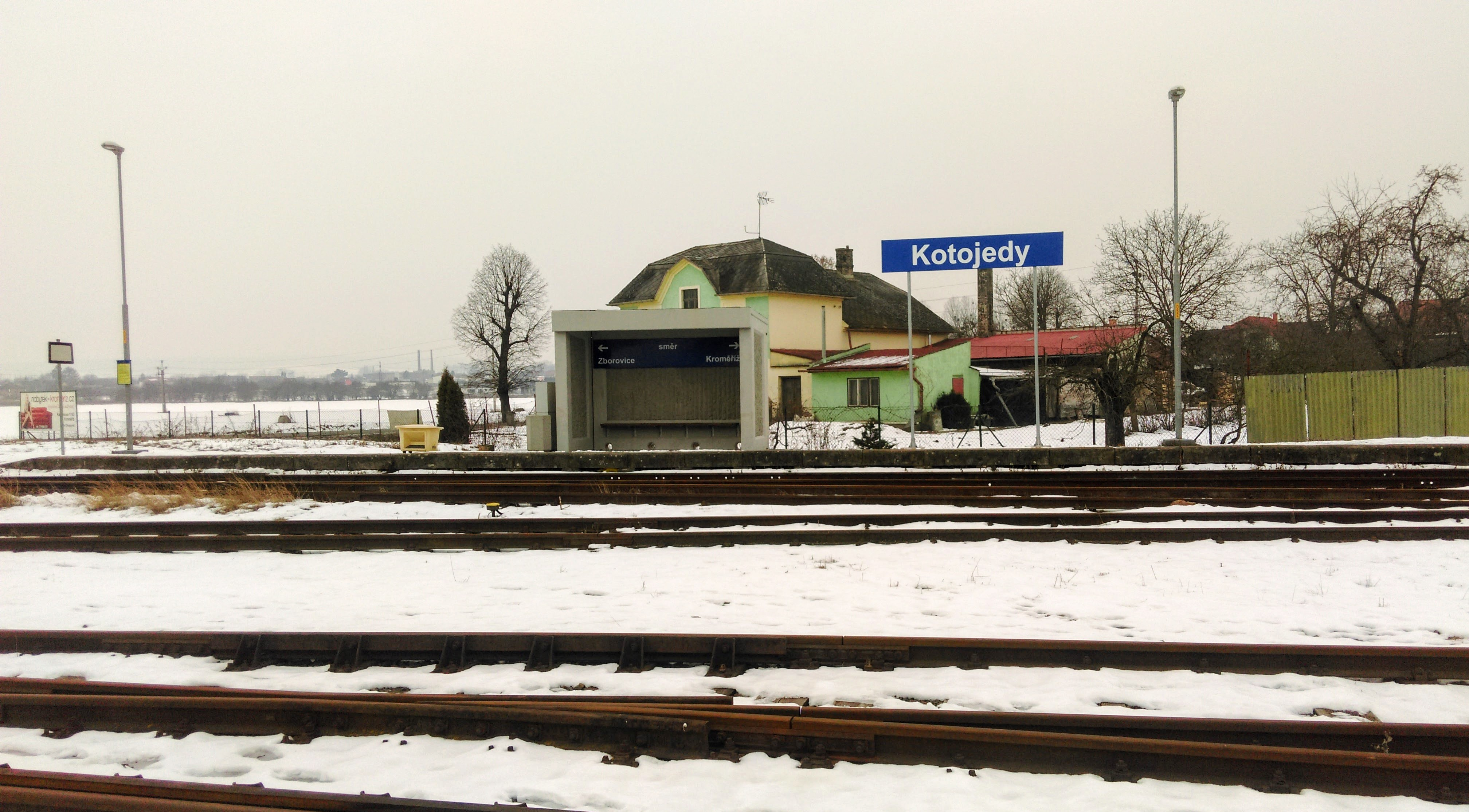
Kotojedy
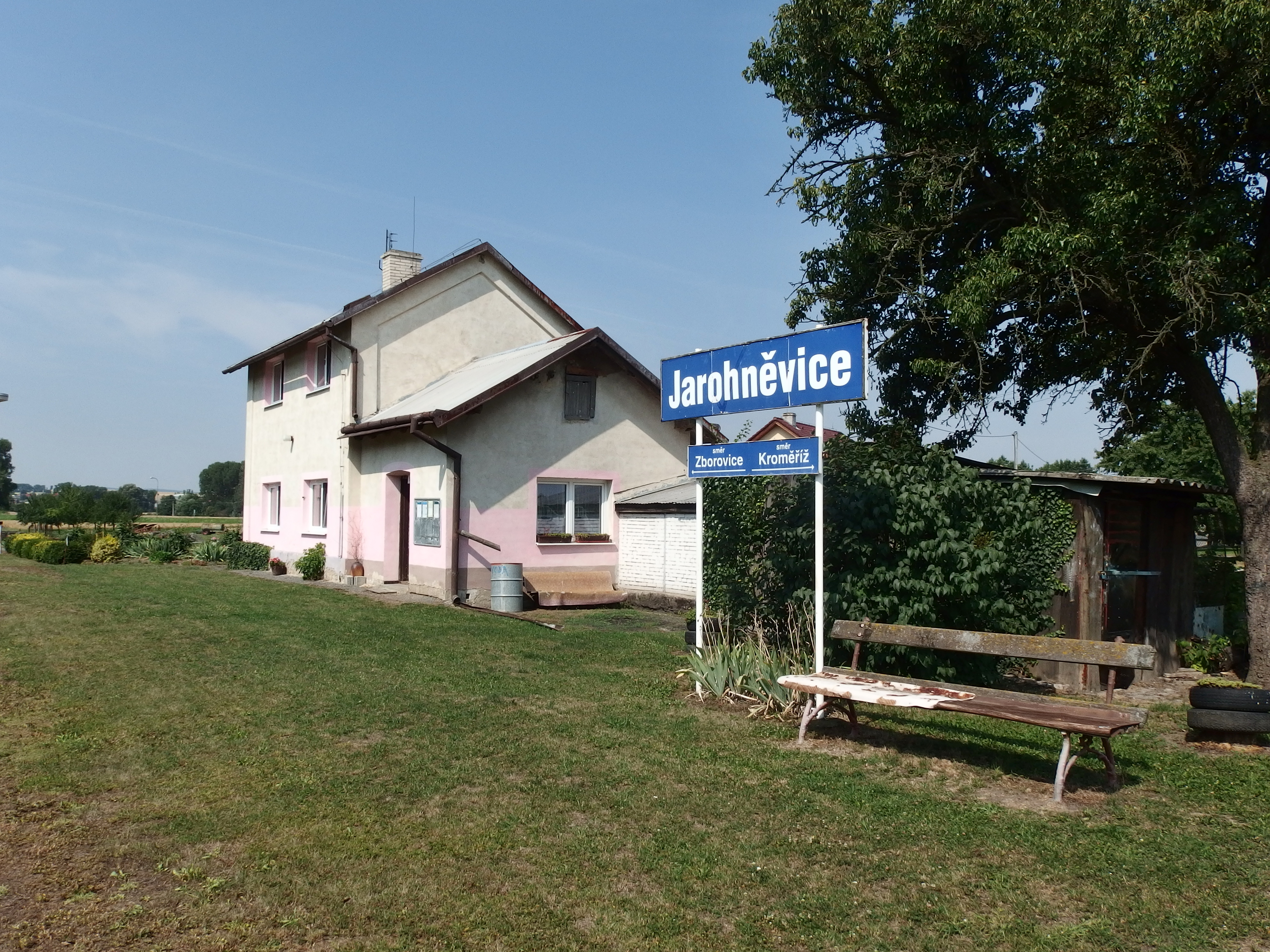
Jarohněvice
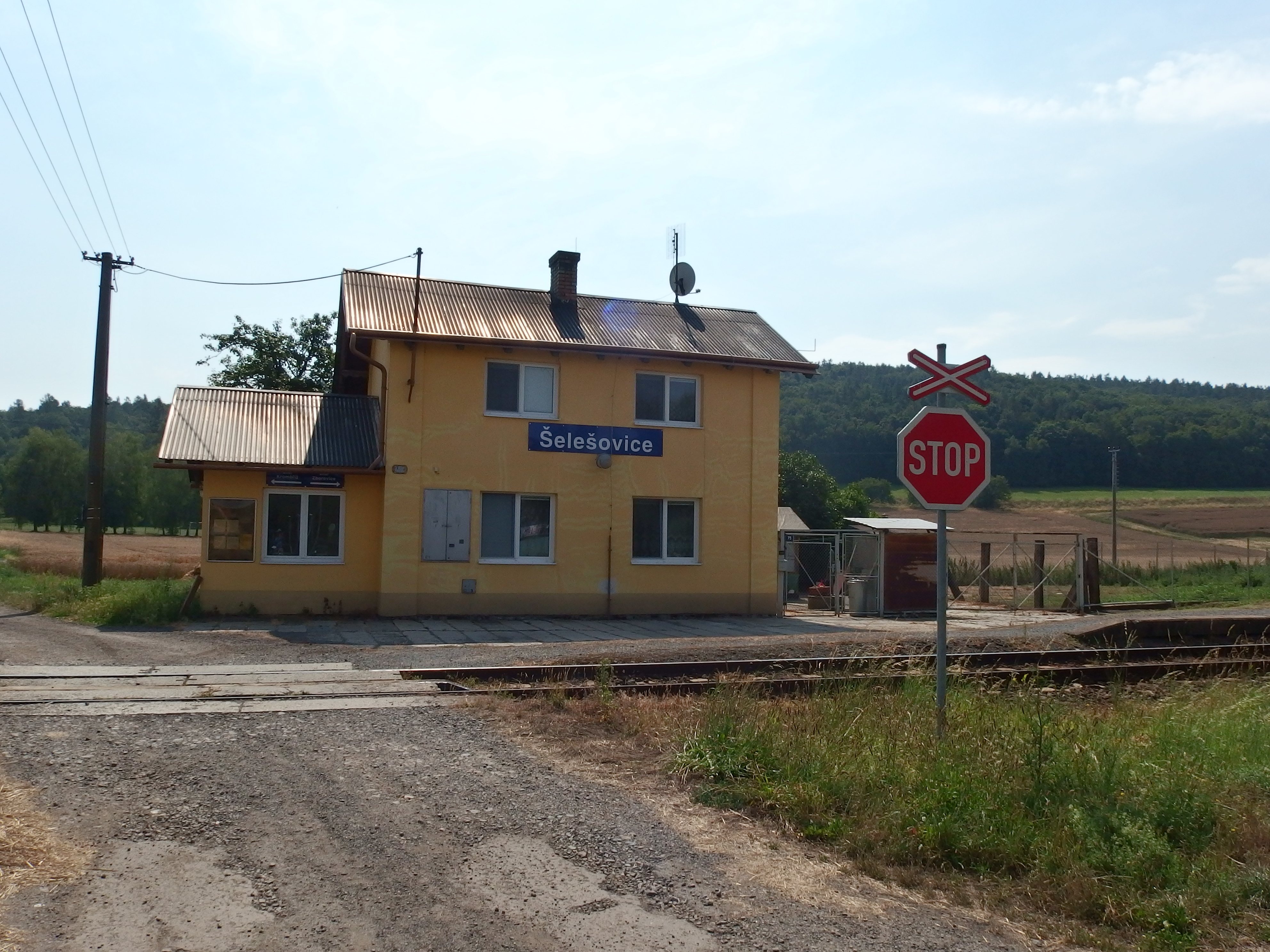
Šelešovice
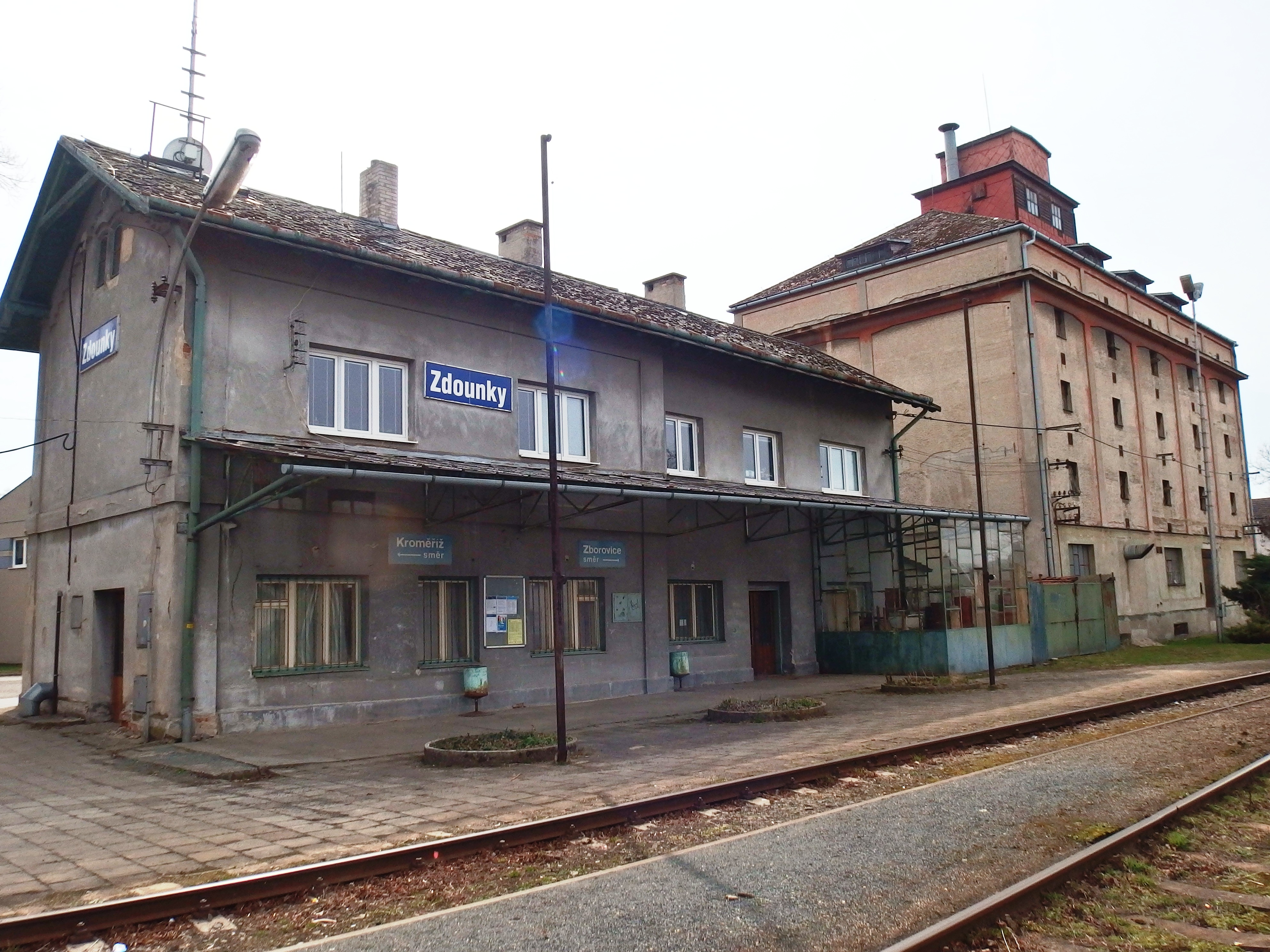
Zdounky
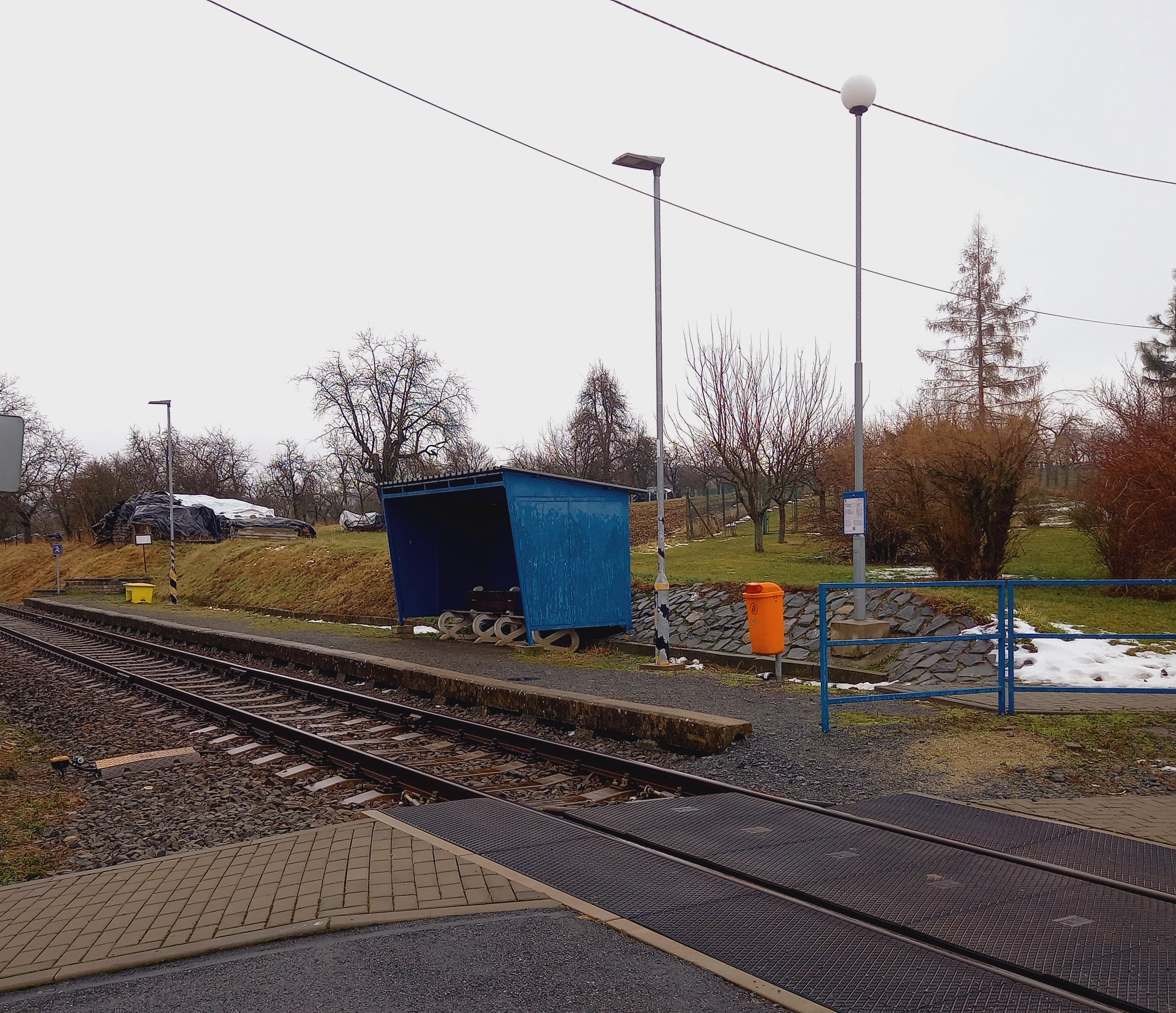
Zborovice zastávka
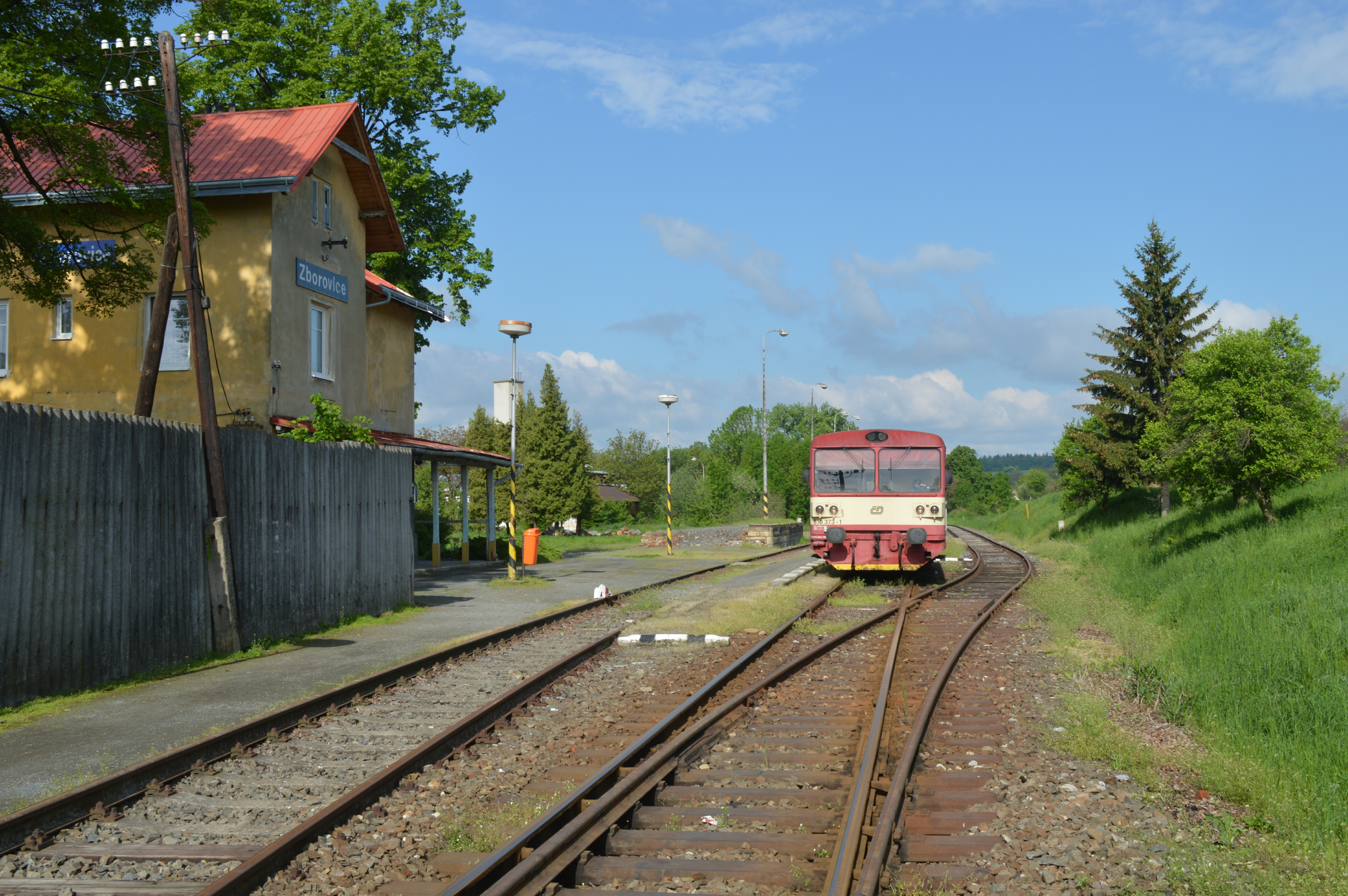
Zborovice

## Navazující tratě

### Kroměříž
- Trať 303 Kojetín - Kroměříž - Hulín - Valašské Meziříčí